# Nicola Girasoli
Nicola Girasoli (Ruvo di Puglia, Província de Bari, Itália, 21 de julho de 1957) é um clérigo italiano, arcebispo católico romano e diplomata da Santa Sé.

## Biografia
Em 15 de junho de 1980, Nicola Girasoli foi ordenado sacerdote pelo Papa João Paulo II. Foi incardinado em 30 de setembro de 1986 no clero da Diocese de Molfetta-Ruvo-Giovinazzo-Terlizzi, fundada na mesma data.
Em 24 de janeiro de 2006, o Papa Bento XVI o nomeou Arcebispo titular de Egnazia Appula e Núncio Apostólico no Malawi e na Zâmbia.
Em 11 de março de 2006, recebeu a consagração episcopal do Secretário de Estado da Santa Sé, Cardeal Angelo Sodano.
Os co-consagradores foram o Secretário da Congregação para a Evangelização dos Povos, Arcebispo da Curial Robert Sarah, e o Bispo de Molfetta-Ruvo-Giovinazzo-Terlizzi, Luigi Martella. 
Em 29 de outubro de 2011 Nicola Girasoli tornou-se Núncio Apostólico em Antígua e Barbuda, Dominica, Jamaica, Granada, Guiana, Suriname, Santa Lúcia, São Cristóvão e Nevis, Bahamas e São Vicente e Granadinas e Delegado Apostólico para as Antilhas.
Bento XVI também o nomeou núncio apostólico em Trinidad e Tobago e Barbados em 21 de dezembro do mesmo ano.
O Papa Francisco o nomeou Núncio Apostólico no Peru em 16 de junho de 2017. Em 2 de julho de 2022, foi nomeado Núncio Apostólico na Eslováquia.